# فرودگاه بتز
فرودگاه بتز (به انگلیسی: Betz Airport) یک فرودگاه همگانی است که یک باند فرود چمن و G دارد و طول باند آن ۷۹۳ متر است. این فرودگاه در کشور ایالات متحده آمریکا قرار دارد و در ارتفاع ۲۱۱ متری از سطح دریا واقع شده‌است.